# NGC 337
NGC 337 ist eine Balken-Spiralgalaxie  mit ausgedehnten Sternentstehungsgebieten vom Hubble-Typ SBcd im Sternbild Walfisch südlich der Ekliptik. Sie ist schätzungsweise 76 Millionen Lichtjahre von der Milchstraße entfernt und hat einen Durchmesser von etwa 65.000 Lichtjahren. 

Gemeinsam mit NGC 274, NGC 275 und NGC 298 bildet sie die NGC 337-Gruppe.
Die Typ-IIP-Supernovae SN 2011dq und SN 2014cx wurden hier beobachtet.
Das Objekt wurde am 10. September 1785 von dem deutsch-britischen Astronomen Wilhelm Herschel entdeckt.

## NGC 337-Gruppe (LGG 15)
| Galaxie | Alternativname | Entfernung/Mio. Lj |
| ------- | -------------- | ------------------ |
| NGC 337 | PGC 3572       | 76                 |
| NGC 274 | PGC 2980       | 81                 |
| NGC 275 | PGC 2984       | 81                 |
| NGC 298 | PGC 3250       | 81                 |